# Aphnaeus drucei
Aphnaeus drucei är en fjärilsart som beskrevs av Sheffield Airey Neave 1904. Aphnaeus drucei ingår i släktet Aphnaeus och familjen juvelvingar. Inga underarter finns listade i Catalogue of Life.